# Каталонская Республика (1640-1641)
Каталонская Республика (кат. República Catalana) — историческое государственное образование в юго-западной Европе.

## История
Испания, во время войны с Францией, объявила о призыве жителей Каталонии на военную службу, кроме того, на территории Каталонии была размещена армия, чье пропитание было полностью возложено на плечи каталонцев. Это привело к кровавому подавлению вспыхнувших бунтов. В итоге в 1640 году начинается восстание против испанского абсолютизма, а правительство Каталонии во главе с Пау Кларисом объявляет о создании Каталонской Республики под протекторатом Франции.
В 1641 году Каталония достигает соглашений с Францией, и французские войска входят на территорию Каталонии, король Франции Людовик XIII становится графом Барселоны. Благодаря французской поддержке каталонцам удавалось отбиваться от испанцев на протяжении десяти лет — до 1652 года, когда, воспользовавшись усталостью местного населения от французской оккупации, королевские войска во второй раз осадили Барселону. Барселона сдалась на условиях, что Каталонии будет гарантирована автономия, а её национальные институты будут существовать отдельно от испанских. Король Испании Филипп IV пошел на это соглашение, и вместе с окончанием войны Каталония вернулась в состав Испании.